# Гушоєнь
Гушоєнь, Гушоєні (рум. Gușoeni) — село у повіті Вилча в Румунії. Входить до складу комуни Гушоєнь.
Село розташоване на відстані 159 км на захід від Бухареста, 47 км на південний захід від Римніку-Вилчі, 49 км на північний схід від Крайови.

## Населення
За даними перепису населення 2002 року у селі проживали 275 осіб. Усі жителі села рідною мовою назвали румунську.
Національний склад населення села:
| Національність | Кількість осіб | Відсоток |
| -------------- | -------------- | -------- |
| румуни         | 265            | 96,4%    |
| цигани         | 10             | 3,6%     |